# Partito Conservatore Progressista del Nuovo Brunswick
Il Partito Conservatore Progressista del Nuovo Brunswick (in inglese: Progressive Conservative Party of New Brunswick) è un partito politico di centrodestra nella provincia canadese del Nuovo Brunswick.
Dalle elezioni generali del 2018, il Partito Conservatore Progressista ha formato il governo nell'Assemblea legislativa del New Brunswick.

## Storia
Il partito proveniva dal Partito Conservatore pre-Confederazione, che si opponeva al governo responsabile. I suoi membri e sostenitori erano per lo più lealisti che sostenevano la comunità d'affari.
Durante il 1860, il Partito Conservatore e il Partito Liberale furono divisi sulla questione della Confederazione canadese e furono sostituiti dal Partito della Confederazione e dal Partito Anti-Confederazione.
Nel 1870, il Partito della Confederazione iniziò ad essere conosciuto come il Partito Conservatore Liberale, o semplicemente il "Partito Conservatore", e si allineò al Partito Conservatore Federale di John A. Macdonald.
Il partito al potere alterna i conservatori, chiamati anche tories in inglese, che si alternano al potere. Il partito è tradizionalmente red tory, il che significa che le sue politiche sociali e fiscali sono di centro. Nel corso della sua storia, il partito è stato per lo più popolare tra gli anglofoni, mentre gli acadiani hanno avuto la tendenza a votare per il Partito Liberale. Tuttavia, le iniziative di Richard Bennett Hatfield e Bernard Lord per integrare ulteriormente gli acadiani nella politica provinciale hanno avuto l'effetto di rendere il partito più popolare in Acadia. Infatti, anche se è nato in Quebec, Bernard Lord è generalmente considerato un acadiano, poiché parla francese ed è cresciuto a Moncton, dove ha studiato in francese.
Il Partito Conservatore del Nuovo Brunswick tendeva ad allineare la sua politica a quella del Partito Conservatore del Canada. Quando ha cambiato il suo nome in Partito Conservatore Progressista del Canada nel 1942, il Partito del Nuovo Brunswick ha fatto lo stesso. Il Partito Federale è stato sciolto nel 2003 per essere sostituito da un nuovo Partito Conservatore del Canada. Il Partito Conservatore Progressista del New Brunswick non ha legami ufficiali con quest'ultimo, ma molti dei suoi membri, in particolare Bernard Lord, sostengono apertamente questo partito. Inoltre, alcuni dei suoi membri sono stati candidati alle successive elezioni federali.
Dopo la sconfitta del partito nelle elezioni del 2006, Bernard Lord si è dimesso da leader e membro del Parlamento per Moncton East il 13 dicembre. Il 19, Jeannot Volpé, deputato di Madawaska-les-Lacs, è diventato leader ad interim. Il 18 ottobre 2008, David Alward, deputato di Woodstock, è stato eletto leader del Partito Conservatore Progressista nella corsa alla leadership di Fredericton. Ha battuto il suo unico avversario, Robert MacLeod, con un margine di 2.269 voti a 1.760.
I conservatori progressisti hanno vinto la stragrande maggioranza, con 42 seggi su 55 nelle elezioni provinciali del 2010 e David Alward è diventato il 32° premier del Nuovo Brunswick. Anche se il suo governo è durato solo un mandato, è stato il secondo nella storia del Nuovo Brunswick dopo Shawn Graham nel 2010, nella sconfitta delle elezioni provinciali del 2014. Il giorno successivo ha annunciato le sue dimissioni da leader del partito, lasciando il posto vacante fino a quando il deputato di Riverview Bruce Fitch è diventato leader del partito e leader dell'opposizione ufficiale ad interim.